# 共点
初等幾何学における共点性（きょうてんせい、英: concurrency）は点を共有するという性質を言い表す:30。
例えば、同一の点を通る三本（以上）の直線（平面直線でも空間直線あるいはより高次空間内の直線でもよい）は共点（きょうてん、英: concurrent）であるという。
射影幾何学の観点からは、平面における直線の共点性（共点線族）は、点の共線性（共線点族）の双対概念である。また三次元空間における共点性は、共面性の双対となる（共点面族の双対は共面点族であり、共点線族の双対は共面線族である）。

## 直線の方程式からの共点判定
ルーシェ–カペリの定理に従えば、線型方程式系が解を持つための必要十分条件は「その係数行列の階数が（それに切片項の成す列ベクトルを付け加えた）拡大係数行列の階数に等しいこと」であり、さらにそれが「唯一の」解を持つための必要十分条件は「係数行列および拡大係数行列の共通の階数に変数の数が等しいこと」であった。ゆえに、平面の場合には直線は二変数の線型方程式で与えられるから、k 本の平面直線が共点となるための必要十分条件は、サイズが k × 2 の係数行列およびサイズ k × 3 の拡大係数行列の階数がともに 2 となることである。これはつまり、k 本のうちのちょうどふたつだけが独立な方程式である場合ということであり、このとき k 本の直線が共有する一点は互いに独立な任意のふたつの方程式を連立して解けば求められる。

## 注